# Keystone Cops
The Keystone Cops (ofte stavet " Keystone Kops ") er fiktive, humoristisk inkompetente politimænd, der optræder i stumfilm i slapstick-komedier produceret af Mack Sennett for hans Keystone Film Company mellem 1912 og 1917.

## Historie
Idéen om de inkompetente politifolk kom fra den russisk-fødte amerikanske komiker Hank Mann, der selv optrådte som "Keystone Cop" i flere film. Karaktererne tog navn efter Mark Sennetts filmstudie Keystone Film Company. De optrådte første gang i Hoffmeyer's Legacy (1912), hvor Mann spillede rollen som politichef Tehiezel. De blev for alvor populære som filmkarakterer med stumfilmen The Bangville Police fra 1913 med Mabel Normand i hovedrollen.
Allerede i 1914 lod Sennett karaktererne Keystone Cops gå fra at have hovedroller til at være baggrundsensemble til støtte for komikere som Charlie Chaplin og Fatty Arbuckle. The Keystone Cops fungerede også som støttespillere for Marie Dressler, Mabel Normand og Chaplin i den første Sennett-komedie i fuld længde , Tillie's Punctured Romance (1914); Mabel's New Hero (1913) med Normand og Arbuckle; Making a Living (1914) med Chaplin i hans første filmoptræden som ikke-vagabond; In the Clutches of the Gang (1914) med Normand, Arbuckle og Al St. John; og Wished on Mabel (1915) med blandt andre Arbuckle og Normand. Komikerne Chester Conklin, Jimmy Finlayson, og Ford Sterling spillede også Keystone Cops, ligesom instruktøren Del Lord også spillede Keystone Cop.
De oprindelige Keystone Cops var George Jeske, Bobby Dunn, Mack Riley, Charles Avery, Slim Summerville, Edgar Kennedy og Hank Mann. I 2010 blev den forsvundne stumfilm A Thief Catcher fra 1914 fundet på et antikvitetsudsalg i Michigan. Filmen har Ford Sterling, Mack Swain, Edgar Kennedy og Al St. John i hovedrollerne og inkluderer en indtil da ukendt optræden af Charlie Chaplin som Keystone Cop.

## Genoplivninger
Mack Sennett fortsatte med at bruge Keystone Cops op igennem 1920'erne, men deres popularitet aftog, da filmindustrien gik over til tonefilm. I dansk stumfilm blev konceptet også anvendt, bl.a. i Carl Alstrups Kokain-Rusen fra 1925.
I 1935 forsøgte instruktøren Ralph Staub en genoplivning af Sennett-banden i Warner Brothers-filmen Keystone Hotel, hvor The Keystone Cops tog fat om deres hatte, sprang fobløffede op, løb energisk i alle retninger og falder på halen. Staub-udgaven af Keystone Cops blev en skabelon for senere genskabelser. 20th Century Foxs film Hollywood Cavalcade fra 1939 havde Buster Keaton i en Keystone-forfølgelsesscene. Abbott og Costello Meet the Keystone Kops (1955) inkluderede en længere forfølgelsesscene med en gruppe stuntmænd klædt ud som Sennetts hold.
Richard Lesters A Hard Day's Night (1964) har en scene, hvor de britiske betjente som Keystone-figurer jagter The Beatles rundt i gaderne.
Mel Brooks instruerede en biljagtscene i Keystone Cops-stil i sin komediefilm Silent Movie fra 1976.
Blandt de mange stumfilm-referencer i 1978-filmen Olsen-banden går i krig indgår en ca. 3 minutter lang Keystone Cops-pastiche, hvor fire betjente jagter Egon Olsen til fods gennem Valby.

## I populærkulturen
Navnet er siden blevet brugt til at kritisere myndigheder eller organisationer for dens fejltagelser og manglende koordinering, især hvis begge egenskaber blev udstillet efter megen energi og aktivitet. Eksempelvis blev de ansatte hos det amerikanske Department of Homeland Securitys under hjælpearbejdet efter orkanen Katrina af senator Joseph Lieberman beskrevet som " (de) løb rundt som Keystone Kops, usikre på, hvad de skulle gøre eller usikre på, hvordan de skulle gøre det."
Inden for sport er udtrykket blevet almindeligt brugt af tv-kommentatorer, især i Storbritannien og i Irland. Udtrykket "Keystone cops defending" er blevet et udtryk, der betegner dårligt forsvarspil i en fodboldkamp.
Ifølge Dave Filoni, der stod for den animerede tv-serie Star Wars: The Clone Wars, er politidroidens udseende baseret på udseendet af Keystone Kops.
I open-source videospillet NetHack fra 1987 optræder Keystone Kops som en type fjende, der dukker op, når en spiller stjæler fra en butik i spillet.